# SAPHO症候群
SAPHO症候群（SAPHOしょうこうぐん）とは、原因不明の骨・関節症状と皮膚症状を呈する症候群である。
1987年にスイスのChamotとKahnらが提唱した疾患概念。
「SAPHO」とは、滑膜炎(Synoviti)、痤瘡(Acne)、膿疱症(Pustulosis)、骨化症(Hyperostosis)、骨炎(Osteitis)の頭文字をとったもの。
日本においては「掌蹠膿疱症性骨関節炎」と呼ばれる場合もある。

## 原因
未だ原因・機序は明らかではないが、細菌感染や金属アレルギーが原因と推定される症例がみられる。扁桃との関連性が報告されている。
また、HLA-B27陽性の頻度が高いとする報告がある。
潰瘍性大腸炎・クローン病を合併する頻度も高いことより、脊椎関節炎との関連を示唆する意見もある。

## 症状
皮膚症状と骨・関節症状とが特徴であり、これらの症状が、皮膚症状を先行する型、関節症状を先行する型、あるいは同時発症する型とに大きく3つに分類される。

### 皮膚症状
掌蹠膿疱症やニキビ（座瘡）、乾癬様病変、Sweet病などがみられることがある。ただし小児の70%以上は皮膚症状を発症しないとされる。

### 骨・関節症状
様々な骨・関節症状を示すが、前胸部痛(70-90%)を多く認める。主に体軸の関節が侵されやすい。骨・関節痛と圧痛は、夜間に増悪することが多い。

## 検査

### 診断基準
1988年のBenhamou CLらによる基準がよく使用される。
- 集簇性座瘡、重症座瘡や化膿性汗腺炎に伴う骨・関節症状
- 掌蹠膿疱症に伴う骨・関節症状
- 皮膚病変の有無に関わらず前胸壁、四肢や脊椎の骨過形成
- 皮膚病変の有無に関わらず体軸系や末梢骨格におよぶCRMO

これらの症状がひとつでもあり、かつ、除外項目（感染による関節炎、感染性掌蹠膿疱症、手掌角化症、びまん性特発性骨増殖症、線維筋痛症、各種の抗がん剤でみられる骨・関節病変）に該当しない場合には可能性がある。
だが、血液検査でリウマチ因子などを調べても多くの場合は陰性であり、かつ線維筋痛症などよりもさらに知名度が低いため、診断が下されるまでに患者はドクターショッピング状態に陥っている場合がある。

### 検査項目
SAPHO症候群を鑑別診断できる医療機関では、必要に応じて以下のような検査を行う。
- 血液生化学検査
- 扁桃誘発テスト
- 金属パッチテスト
- 骨シンチグラフィー
- 単純X線
- CT
- MRI
- FDG-PET

ある程度の症状が進行した場合はレントゲンでも特徴があらわれることがあるが、確度の高い診断を確定するため必要に応じこれらを実施し、関節リウマチを含めた膠原病・他疾患との鑑別が行われる。

## 治療
骨や関節の症状のみならず、皮膚症状を併発する場合のある疾患なので、皮膚科領域との連携が必要である。
線維筋痛症の疼痛や関節リウマチに病態が類似していることから、基本的にはステロイドや免疫抑制剤などの抗リウマチ薬を用いて治療方針を組み立てる。
初期治療としては、非ステロイド性抗炎症薬やステロイド、メトトレキサートなど関節リウマチ治療薬が用いられる。
その後、患者の症状に応じて、コルヒチン、テトラサイクリン、サラゾスルファピリジン、ビスホスホネート、シクロスポリン、インフリキシマブなども試用された症例報告がある。
また、これら薬の長期の服用となりやすいことから、血液検査に加えて尿検査なども行い肝臓や腎臓の状態を定期的にモニタリングする必要がある。